# Coco Moon
Coco Moon är Owl Citys sjunde studioalbum. Skivan gavs ut den 24 mars 2023. Albumet fick generellt goda recensioner.
| Nr           | Titel                   | Längd |
| ------------ | ----------------------- | ----- |
| 1.           | "Adam, Check Please"    | 5:38  |
| 2.           | Under the Circus Lights | 5:04  |
| 3.           | Kelly Time              | 5:29  |
| 4.           | Field Notes             | 5:38  |
| 5.           | Sons of Thunder         | 5:02  |
| 6.           | The Tornado             | 4:49  |
| 7.           | Vitamin Sea             | 4:38  |
| 8.           | Dinosaur Park           | 6:31  |
| 9.           | Learn How to Surf       | 3:40  |
| 10.          | The Meadow Lark         | 5:08  |
| 11.          | My Muse                 | 3:33  |
| Total längd: | Total längd:            | 55:14 |